# Badiera caracasana
Badiera caracasana là một loài thực vật có hoa trong họ Polygalaceae. Loài này được (Kunth) C.H.Perss. mô tả khoa học đầu tiên năm 2000.